# Casa Littlefield
La Casa Littlefield (in inglese: Littlefield House) è una storica residenza di Austin in Texas.

## Storia
La casa venne eretta nel 1893 su commissione di George Littlefield, un maggiore veterano della guerra civile americana divenuto un ricco uomo d'affari operando nel commercio del bestiame e nel settore bancario. La villa venne costruita a un costo di 50 000 dollari.
Il maggiore e sua moglie Alice si fecero numerosissime volte donatori di fondi alla Università del Texas, sovvenzionando, tra gli altri, la costruzione della Littlefield Fountain, del Main Building e del Littlefield Dormitory. Negli stessi anni, i coniugi Littlefield fecero inoltre costruire in centro città l'Edificio Littlefield, completato nel 1912.
In seguito alla scomparsa di Alice Littlefield, avvenuta nel 1935, la residenza passò all'università, venendo oggi utilizzata come sede di uffici e per altre funzioni.
L'edificio venne incluso nel registro nazionale dei luoghi storici nel 1970.

## Descrizione
La residenza sorge all'interno del campus universitario dell'Università del Texas ad Austin, all'incrocio tra la ventiquattresima strada e Whitis Street.
L'edificio presenta uno stile vittoriano.